# Bảo tàng Đá ở Kamień Pomorski
Bảo tàng Đá ở Kamień Pomorski (tiếng Ba Lan: Muzeum Kamieni w Kamieniu Pomorskim) là một bảo tàng tư nhân tọa lạc tại Phố Słowacki, Kamień Pomorski, Ba Lan. Trụ sở của Bảo tàng là Tháp và Cổng Wolińska được xây dựng vào thế kỷ 14.

## Lịch sử hình thành
Bảo tàng Đá ở Kamień Pomorski được thành lập vào năm 2001. Bảo tàng là một dự án của gia đình Sokołowski, gia đình này cũng là chủ sở hữu của Bảo tàng khoáng vật học ở Szklarska Poręba.

## Triển lãm
Bộ sưu tập của Bảo tàng Đá ở Kamień Pomorski hiện đang bao gồm hóa thạch của khủng long (bộ xương của khủng long bạo chúa, allosaurus, baryonyx, coelophysis,struthiomimus) và một tổ hóa thạch với 33 quả trứng. Ngoài ra, bộ sưu tập của Bảo tàng còn bao gồm nhiều khoáng vật (trong đó tiêu biểu nhất là bàn chải thạch anh tím lớn nhất ở Ba Lan), hổ phách và thiên thạch.
Bảo tàng Đá ở Kamień Pomorski còn tổ chức các cuộc triển lãm lịch sử: trưng bày các hiện vật và kỷ vật có liên quan đến lịch sử của thị trấn từ thời Trung cổ đến ngày nay.

## Giờ mở cửa
Bảo tàng Đá ở Kamień Pomorski hoạt động quanh năm, mở cửa tất cả các ngày trong tuần trừ thứ Hai. Khách tham quan phải trả phí vào cửa.